# Rubri (tribú)
Rubri (en llatí Rubrius) va ser un magistrat i polític romà del segle ii aC. Formava part de la gens Rúbria, una gens romana d'origen plebeu.
Va ser elegit tribú de la plebs juntament amb Gai Grac (123-122 aC) i va proposar la llei que determinava la fundació d'una colònia romana al lloc de l'antiga ciutat púnica de Cartago, colònia que efectivament es va construir.